# Pehr Osbeck
Pehr Osbeck (ur. 9 maja 1723 w Hålanda, zm. 23 grudnia 1805 w Hasslöv) – szwedzki duchowny, podróżnik i przyrodnik.
Urodził się w parafii Hålanda na Västergötland, gdzie jego ojciec był właścicielem niewielkiej posiadłości ziemskiej. Pehr Osbeck studiował teologię i nauki przyrodnicze na Uniwersytecie w Uppsali, gdzie był uczniem Karola Linneusza.
W latach 1750–1752 był kapelanem na statku Prins Carl należącym do Szwedzkiej Kompanii Wschodnioindyjskiej. Cztery miesiące badał florę, faunę i ludność rejonu Kanton w Chinach. Zwiedził także Kadyks, wyspę Jawa i Wyspę Wniebowstąpienia. Wrócił do domu przywożąc z wyprawy Karolowi Linneuszowi około 600 gatunków roślin, które ten opisał w dziele Species Plantarum opublikowanym w 1753 roku.
Od 1753 do 1758 był kapelanem, botanikiem i nauczycielem w służbie hrabiego Carla Gustafa Tessina w Åkerö. W 1758 został przyjęty do Królewskiej Szwedzkiej Akademii Nauk. W 1758 został proboszczem parafii Hasslöv i Våxtorp, a w 1761 wikariuszem. W 1779 otrzymał tytuł doktora teologii na Uniwersytecie w Uppsali1. Od 1773 był dziekanem części diecezji Laholm.
W 1757 opublikował dziennik swojej podróży do Chin, Dagbok öfwer en ostindisk Resa åren 1750, 1751, 1752, który został przetłumaczony na niemiecki w 1762 i angielski w 1771. Zgromadził dużą kolekcję okazów przyrodniczych, która przechowywana jest w Szwecji i Anglii.
Przy nazwach naukowych utworzonych przez niego taksonów standardowo dodawane jest jego nazwisko Osbeck (zobacz: lista skrótów nazwisk botaników i mykologów). Upamiętniono go jego nazwiskiem nazywając rodzaj ryb Osbeckia.